# Listen
Listen – piosenka amerykańskiej wokalistki rhythm and bluesowej Beyoncé Knowles. Była jedną z czterech ścieżek napisanych specjalnie do musicalu Dreamgirls z 2006 roku, w którym wystąpiła Knowles.
„Listen” został 5 grudnia 2006 roku wydany jako główny singel promujący ścieżkę dźwiękową filmu. Pojawił się także jako ukryty utwór na międzynarodowych wydaniach B’Day oraz późniejszej wersji deluxe albumu. Hiszpańskojęzyczna wersja „Listen”, „Oye”, znalazła się na minialbumie Irreemplazable oraz hiszpańskiej wersji deluxe B’Day.
„Listen” zdobyła nagrodę dla najlepszej oryginalnej piosenki na gali Critics’ Choice Awards 2007. Była również nominowana do nagrody Akademii za najlepszy utwór filmowy oraz do Złotego Globa w tej samej kategorii.

## Wydanie
„Listen” wydany został jako główny singel promujący album Dreamgirls: Music from the Motion Picture. Knowles nagrała wstęp do utworu, zatytułowany „Encore to the Fans”, który znalazł się na międzynarodowych wersjach B’Day. 29 stycznia 2007 roku singel ukazał się w Stanach Zjednoczonych na CD i zawierał albumową oraz instrumentalną wersję „Listen”. „Oye”, hiszpańskojęzyczna wersja utworu, wydana została na wersjach deluxe albumu.

## Nagrody

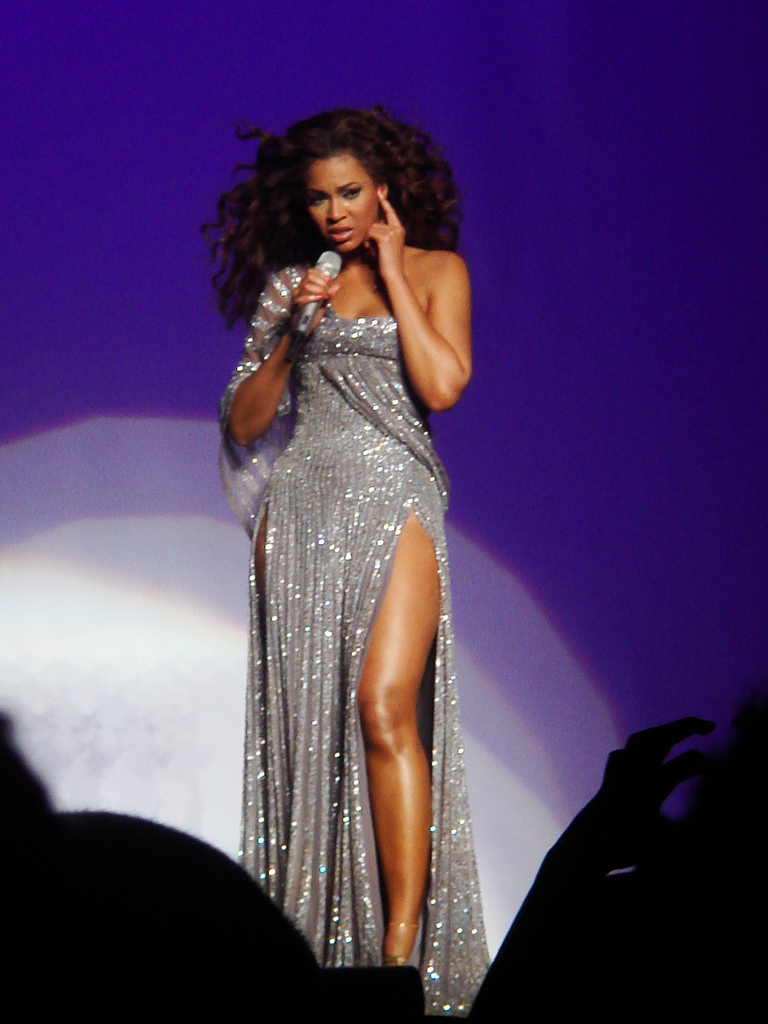
Knowles wykonująca „Listen” podczas trasy koncertowej The Beyoncé Experience.

„Listen” nominowana była do nagrody za najlepszą oryginalną piosenkę na gali Satellite Awards 2006. W 2007 roku otrzymała nominację w tej samej kategorii do Złotego Globa oraz Oscara. W 2007 roku Dreamgirls zdobył również siedem nominacji do Critics’ Choice Awards, zyskując ostatecznie cztery statuetki, w tym dla „Listen”.
Podczas rozdania nagród Akademii Knowles nie została wymieniona jako jedna z autorek piosenki. Oficjalnie była jednym z czterech twórców, jednak zgodnie z zasadami przyznawania wyróżnień, uznawani są tylko trzej główni twórcy. Komitet organizacji uznał, że wkład wokalistki był najmniejszy, dlatego zostanie pominięta.

## Wideoklipy
Pierwszy teledysk do „Listen” miał premierę 28 listopada 2006 roku w programie Making the Video MTV. Pozostałe wersje zostały udostępnione online oraz na wydaniu DVD Dreamgirls. W sumie do piosenki nakręcono cztery wideoklipy.
Wersja pierwsza
Wyreżyserowana została przez Diane Martel i przedstawia Knowles idącą przez salę koncertową, śpiewając jednocześnie piosenkę. Jest ubrana w codzienny strój, jednak na scenie pojawia się jako Deena w kostiumie w stylu lat 70. Teledysk przerywany jest ujęciami z Dreamgirls, których większość dotyczy związku Deeny z Curtisem. Wersja ta wydana została na albumie B’Day Anthology Video Album.
Wersja druga
Wyreżyserowana została przez Matthew Rolstona i przedstawia Knowles, ubraną w nowoczesny strój, wykonującą piosenkę na białym lub czarnym tle. W międzyczasie wyświetlane są niektóre sceny z sesji zdjęciowej w Dreamgirls. Tym samym Knowles zwraca się w wideoklipie poprzez śpiewanie „Listen” do Deeny Jones. Wersja ta wydana została na DVD musicalu, jednak zdjęcia zastąpione zostały przez sceny filmowe.
Wersja trzecia
Matthew Rolston opublikował inną wersję nakręconego przez siebie teledysku do „Listen”. Zdjęcia z Dreamgirls zostały w niej zastąpione przez fotografie z sesji zdjęciowej dla magazynu Vogue. Wraz z postępem sesji Knowles jest coraz bardziej niezadowolona z prac na planie, dlatego ostatecznie opuszcza pomieszczenie zdjemując przy okazji strój, po czym schodami udaje się na dach budynku i tam kończy śpiewać piosenkę.
Wersja czwarta („Oye”)
Hiszpańskojęzyczna wersja piosenki dopasowana została do nagranego wcześniej teledysku do „Listen” w reżyserii Matthew Rolstona.

## Sukces komercyjny
„Listen” trzykrotnie zajmował pozycje w pierwszej czterdziestce UK Singles Chart. W lutym 2007 roku zadebiutował na 31. miejscu listy, awansując w marcu na pozycję 16. W grudniu 2008 roku, po wykonaniu „Listen” w programie The X Factor, singel powrócił na 53. miejsce. W finałowym odcinku Alexandra Burke zaśpiewała piosenkę w duecie z Knowles, po czym, 21 grudnia 2008 roku, singel dotarł do 8. miejsca listy, z tygodniową sprzedażą powyżej 28 tys. kopii. W sumie „Listen” rozszedł się w Wielkiej Brytanii w ok. 120 tys. kopii.

## Listy utworów
Amerykańskie CD
1. „Listen”
2. „Listen” (wersja instrumentalna)

Międzynarodowe CD
1. „Listen” – 3:40
2. „Irreplaceable” (remiks) – 4:21

Belgijskie CD
1. „Listen” – 3:40
2. „Irreplaceable” (remiks) – 4:04

## Pozycje na listach
| Lista                                | Najwyższa pozycja |
| ------------------------------------ | ----------------- |
| Austria Top 75                       | 32                |
| German Singles Top 100               | 18                |
| Irish Singles Chart                  | 6                 |
| Italian Singles Chart                | 3                 |
| Swiss Singles Top 100                | 10                |
| U.S. Billboard Hot 100               | 61                |
| U.S. Billboard Hot R&B/Hip-Hop Songs | 23                |
| U.S. Billboard Pop 100               | 56                |
| UK Singles Chart                     | 8                 |
| Spanish EñE Singles Chart            | 2                 |